# Saint-René-de-Matane
Saint-René-de-Matane es un municipio canadiense situado en la provincia de Quebec.

## Superficie
Saint-René-de-Matane tiene una superficie de 253,89 km².

## Demografía
En 2021, tenía 961 habitantes, una densidad poblacional de 3,8 hab./km², y 596 viviendas.